# Freedesktop.org
freedesktop.org är ett projekt och en organisation med syftet att öka samarbetet och interoperabiliteten mellan olika skrivbordsmiljöer under X11 på GNU/Linux och andra Unix-lika miljöer. Projektet grundades år 2000 av Havoc Pennington.
Det finns många grafiska gränssnitt och miljöer för X, och det kommer knappast ändra sig. freedesktop.org jobbar för att skillnader mellan dessa ska vara så transparenta som möjligt för slutanvändaren. De två vanligaste skrivborden, GNOME och KDE samarbetar båda tätt med projektet.